# Platythomisus sudeepi
Platythomisus sudeepi är en spindelart som beskrevs av Biswas 1977. Platythomisus sudeepi ingår i släktet Platythomisus och familjen krabbspindlar. Inga underarter finns listade i Catalogue of Life.